# Yakovaki Efendi
Iakovos Argyropoulos (1776–1850), bekannt auf Türkisch als Yakovaki Efendi, war ein Phanariote, der als Beamter und Gelehrter im Dienst des Osmanischen Reiches stand.

## Leben
Iakovos Argyropoulos entstammte der Familie Argyropoulos, die zu dem kleinen Kreis phanariotischer Familien gehörte und sich durch ihre Fremdsprachenkenntnisse im 18. Jahrhundert wichtige Positionen in der osmanischen Verwaltung sichern konnte; Mitglieder dieser Familien bekleideten die Ämter des Großdragomanen und des Flottendragomanen.
Er begann seine Laufbahn als Sekretär des Patriarchen von Konstantinopel, bevor er zu seiner ersten diplomatischen Mission an den preußischen Hof in Berlin entsandt wurde. 1809 wurde er zum Dragoman der Flotte berufen und diente zugleich als Repräsentant (Heyet) der Insel Andros bei der osmanischen Zentralregierung. 1812 stieg er zum Großdragoman auf, ein Amt, das er bis 1815 ausübte, ehe er infolge der Intrigen Michael Soutzos’ abgesetzt wurde.
Nach Ausbruch des Griechischen Unabhängigkeitskrieges 1821 wurden mehrere hochrangige Phanarioten ins Exil gezwungen oder flohen ins Ausland. Argyropoulos wurde nach Anatolien verbannt und lebte zunächst in Çorum, ab 1825 in Ankara und ab 1829 in Bursa. 1829 wurde er begnadigt und sollte gemeinsam mit Stefan Bogoridi als Gesandter beim russischen Hof Verhandlungen vor dem Vertrag von Adrianopel führen. Stattdessen floh Argyropoulos in das unabhängige Griechenland, ließ sich zunächst in Aegina nieder und lebte später in Athen, wo er 1850 verstarb. Sein Sohn Manuel war später als Dragoman sowohl der griechischen als auch der russischen Botschaft in Konstantinopel tätig.

## Werke
Argyropoulos beherrschte mehrere Sprachen und war als Übersetzer tätig. Seine Übertragungen von Vergils Werken und von Montesquieus „Geist der Gesetze“ ins Neugriechische sind nicht erhalten geblieben, ebenso wenig seine Memoiren. Er beherrschte Französisch so gut, dass er seine diplomatischen Berichte in dieser Sprache verfasste – er war der erste osmanische Beamte, der dies tat. Er übersetzte Mahmud Raif Efendis modernes geographisches Werk „Idjala al-jugrafiyya“ vom Französischen ins Osmanische Türkisch und verfasste eine biographische Geschichte der russischen Kaiserin Katharina der Großen (Katerine Tarihi), die auf Jean-Henri Castéras französischsprachiger Geschichte basierte. Diese Bearbeitung erweiterte er um Ereignisse bis 1801 und versah sie mit ausführlichen Erklärungen zu Russlands Geographie und Regierungsstruktur. Vermutlich entstand dieses Werk um 1813, wurde jedoch erst 1829 und 1831 in Ägypten veröffentlicht. Ahmed Cevdet Pascha nutzte es später umfangreich, wenngleich ohne Nennung der Quelle, für seine eigene Geschichte „Tarih-i Cevdet“. Während seines Exils übersetzte Argyropoulos außerdem europäische militärische Abhandlungen ins Türkische im Rahmen der erneuten osmanischen Bemühungen um eine moderne Armee nach der Niederschlagung der Janitscharen 1826.